# دييغو بيرالتا
دييغو بيرالتا (27 سبتمبر 1996 بليفورنو في إيطاليا - ) هو لاعب كرة قدم أرجنتيني وإيطالي في مركز مهاجم ‏.

## روابط خارجية
- دييغو بيرالتا على موقع قاعدة بيانات كرة القدم.إي يو (الإنجليزية)
- دييغو بيرالتا على موقع Soccerway.com (الإنجليزية)
- دييغو بيرالتا على موقع عالم كرة القدم.نت (الإنجليزية)